# ارتباطات ریلاینس
ارتباطات ریلاینس (به انگلیسی: Reliance Communications) شرکت مخابراتی هندی است، که در زمینه ارائه خدمات شبکه تلفن همراه، نسل سوم و چهارم شبکه تلفن همراه، خدمات اینترنت، مراکز داده و پهنای باند فعالیت می‌کند.
شرکت ارتباطات ریلاینس در سال ۲۰۰۴ به‌عنوان شرکت تابعهای از گروه ریلاینس، توسط آنیل آمبانی (برادر موکش آمبانی و پسر کارآفرین هندی دیروبهایی آمبانی) راه‌اندازی شد و در حال حاضر (۲۰۱۴) با در اختیار داشتن بیش از ۱۵۰ میلیون مشترک موبایل، پس از بهارتی ایرتل دومین اپراتور تلفن همراه در کشور هند و پانزدهم در جهان می‌باشد.
دفتر مرکزی این شرکت در شهر بمبئی نو، هند قرار دارد و بخشی از سهام آن در بازارهای بورس اوراق بهادار ملی هند و بورس اوراق بهادار بمبئی مبادله می‌شود.